# Tritonaster ceramicus
Tritonaster ceramicus är en sjöstjärneart som beskrevs av Doderlein 1921. Tritonaster ceramicus ingår i släktet Tritonaster och familjen kamsjöstjärnor. Inga underarter finns listade i Catalogue of Life.